# Josep Maria Selva i Cristià
Josep Maria Selva i Cristià, més conegut com a «Jepi» Selva, (Barcelona, 9 de desembre de 1985) és un jugador d'hoquei sobre patins català, que juga de davanter al U.D. Oliveirense portuguès.
Selva va néixer el 9 de desembre de 1985 a la ciutat de Barcelona, tot i que va passar la seva joventut a Ripollet i Valls. Començà la seva trajectòria esportiva com a base al Club Hoquei Ripollet, quan tot just tenia 15 anys, per continuar l'any següent a les categories base del Cerdanyola Club d'Hoquei. Gràcies a les seves potencialitats com a jugador, va poder debutar a categories base de la selecció catalana i espanyola. Fruit d'aquest progrés, va fitxar per tres temporades per l'equip júnior del Futbol Club Barcelona i, en acabat, l'any 2004 va fer el salt professional debutant amb el Lleida Llista Blava.
El 2005 fitxà pel Club Esportiu Noia per a quatre temporades, equip amb el qual va obtenir la Copa espanyola de 2008. Durant aquests anys també va obtenir amb la selecció catalana la Golden Cup 2008 i el subcampionat de la Copa Amèrica de 2008, així com amb el combinat espanyol es va alçar amb el Campionat del Món "A" de 2007 celebrat a la ciutat suïssa de Montreux. El 2009 fitxà pel Blanes Hoquei Club. Durant les tres temporades que competí amb el club selvatenc no es va fer amb cap títol d'equip, però, no obstant això, va aconseguir que obtingués el subcampionat de la Copa de la CERS 2009-2010, així com el segon i el tercer lloc de la Golden Cup 2009 i 2010, respectivament. El 2012 fitxà pel CE Vendrell després de valorar la seva gran capacitat de joc, de caràcter ofensiu, i el seu fort caràcter sobre la pista. La temporada 2012/13 fou escollit com el tercer millor jugador de la lliga, després que a les votacions fetes pels entrenadors i capitans dels setze equips de la competició quedés per darrere de Jordi Bargalló i Marc Torra, davanters del HC Liceo i el FC Barcelona respectivament. El 2013 fitxà pel Reus Deportiu per a dues temporades, després d'haver sigut el màxim golejador de l'OK Lliga amb 41 gols.
Després d'una temporada al CGC Viareggio italià, l'any 2016 fitxa pel UD Oliveirense portuguès per dues temporades. Un cop conclòs el contracte, Selva va tornar a fitxar pel CGC Viareggio, club que defensa actualment.

## Palmarès

### CE Noia
- 1 Copa del Rei / Copa espanyola (2008)[4]

### CE Vendrell
- 1 Copa del Rei / Copa espanyola (2013)

### Selecció catalana
- 1 Golden Cup (2008)[4]

### Selecció espanyola
- 1 Campionat del Món "A" (2007)[4]